# ادوارد اچ. رالینز
ادوارد اچ. رالینز (به انگلیسی: Edward H. Rollins) سناتور سابق عضو حزب جمهوری‌خواه ایالات متحده آمریکا بود. وی در سال ۱۸۷۷ تا ۱۸۸۳ میلادی سناتور ایالت نیوهمپشایر در سنای ایالات متحده آمریکا بود.